# Michalīs Manias
Michalīs Manias (in greco Μιχάλης Μανιάς?; Rodi, 20 febbraio 1990) è un calciatore greco, attaccante del Diagoras.

## Palmarès

### Club

#### Competizioni nazionali
- Coppa di Cipro: 1

Anorthōsis: 2020-2021